# Erik Uddström
Erik Uddström (?, 1945) est un photographe finlandais.

## Expositions
- Naissance du Verseau (1976)
- Quelque chose se passe (1976)
- À la suite d'Aphrodite (2010)
- Magie de la mer (Espoo 2012)
- Muse et la mer (Kirkkonummi 2013)
- Ode à la mer (Loviisa 2013)
- Pochettes de disques (Raisio Library 2013)